# Saint-André-des-Eaux (Côtes-d'Armor)
Saint-André-des-Eaux is een gemeente in het Franse departement Côtes-d'Armor (regio Bretagne) en telt 260 inwoners (2005). De plaats maakt deel uit van het arrondissement Dinan.

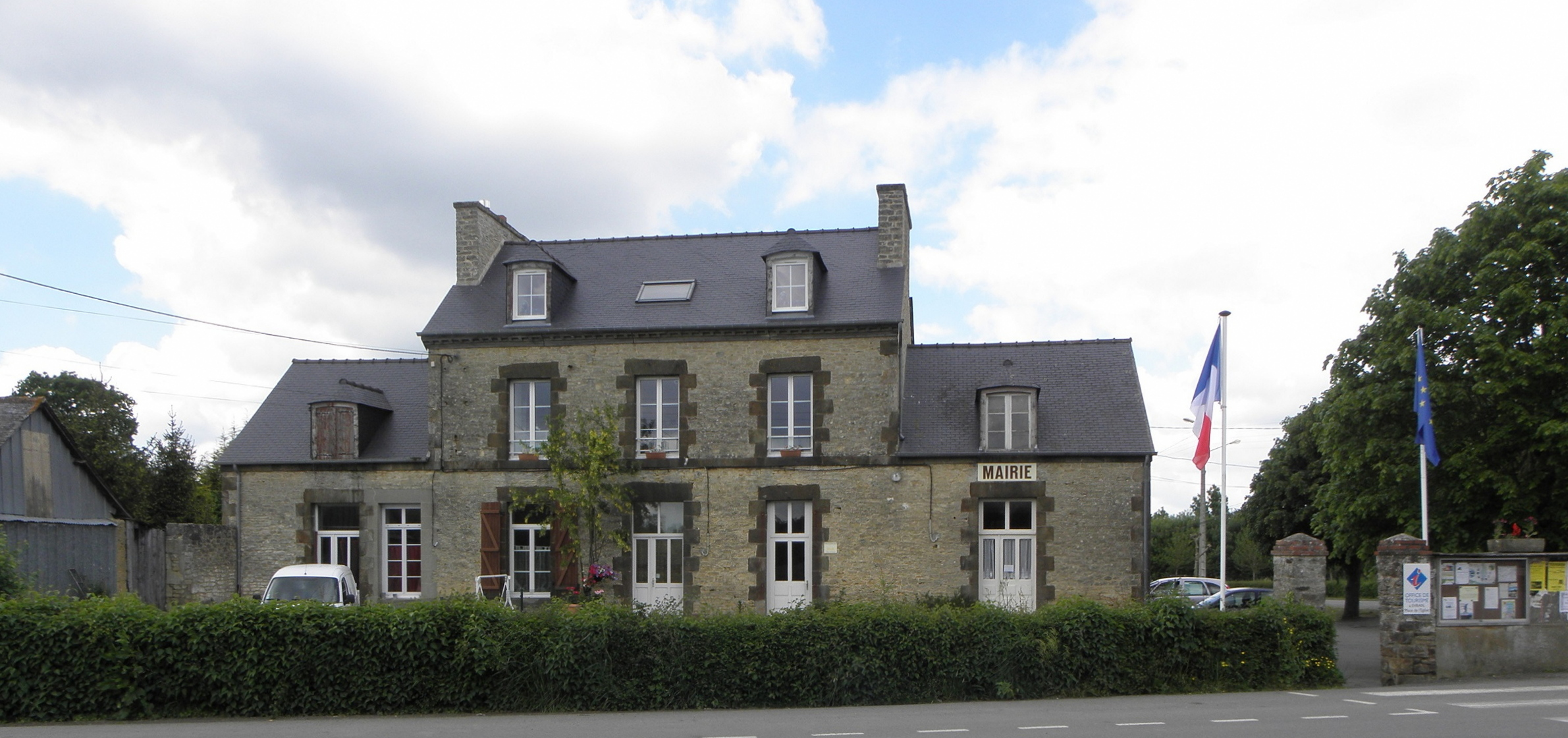
Gemeentehuis

## Geografie
De oppervlakte van Saint-André-des-Eaux bedraagt 5,2 km², de bevolkingsdichtheid is 50,0 inwoners per km².

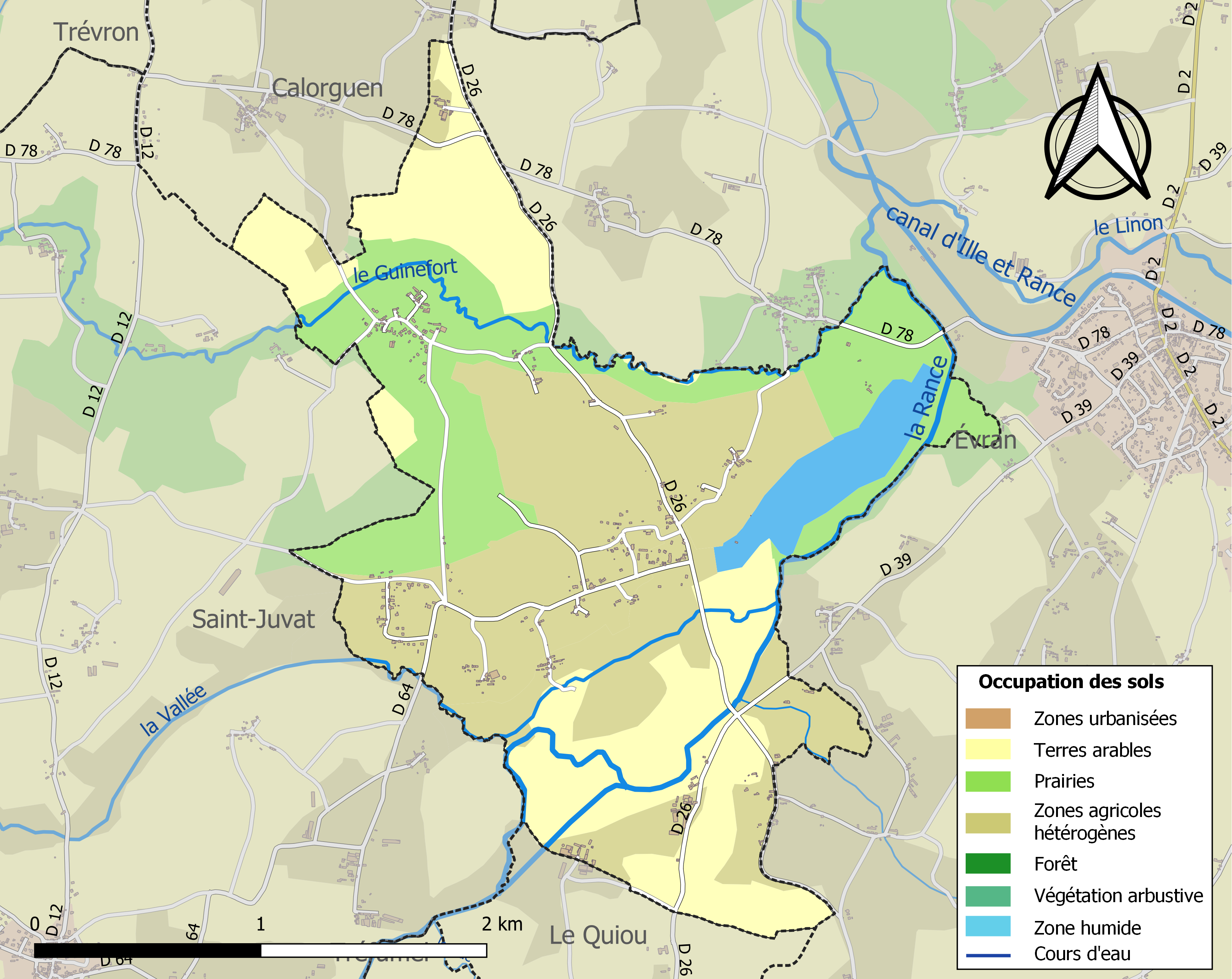
Kaart van de gemeente met de belangrijkste infrastructuur, bodemgebruik en omliggende gemeenten

## Demografie
Onderstaande figuur toont het verloop van het inwonertal (bron: INSEE-tellingen).
1. ↑  Populations de référence 2022.